# Tadeusz Lupa
Tadeusz Wiesław Lupa (ur. 17 lipca 1937 w Cyrance, zm. 10 grudnia 2017 w Mielcu) – polski piłkarz grający na pozycji lewego obrońcy.

## Życiorys
Karierę zawodniczą zaczynał w Stali Mielec w latach 1951–1957, następnie w latach 1958–1959 był zawodnikiem Waltera Rzeszów i ponownie Stali Mielec w latach 1960–1969, z którą awansował do najwyższej klasy rozgrywkowej, rozgrywając w niej w latach 1961–1962 – 29 meczów i strzelając jednego gola. W ramach Pucharu Polski rozegrał w barwach Stali Mielec – 6 meczów, strzelając jednego gola. W II lidze rozegrał w barwach Stali Mielec 115 meczów i strzelił 9 bramek, zaś w ramach III ligi rozegrał 17 meczów. Pod koniec kariery zawodniczej związany był w latach 1970–1973 z Gryfem Mielec. Był absolwentem Akademii Wychowania Fizycznego w Warszawie, trenerem II klasy oraz nauczycielem wychowania fizycznego. Jako szkoleniowiec związany był ze Stalą Mielec i Gryfem Mielec.